# 青森県立青森第一高等養護学校
青森県立青森第一高等養護学校（あおもりけんりつ あおもりだいいちこうとうようごがっこう）は、青森県青森市に所在する、高等部単独の特別支援学校であり、肢体不自由教育部と知的障害教育部を有する。青森県立青森第一養護学校に分教室を設置している。

## 概要
本校は、昭和51年（1976年）4月に肢体不自由の生徒を対象とした「青森県立青森第三養護学校」として開校した。平成6年（1994年）4月には、校名を現在の「青森県立青森第一高等養護学校」に改称。平成16年（2004年）には、青森第一養護学校に分教室が設置された。平成19年（2007年）4月からは、肢体不自由教育と知的障害教育の両方に対応する知肢併置校として再編された。

## 部活動
スポーツ部、音楽部、美術部、書道部

## 生徒数
令和7年度（2025年度）時点
- 生徒総数：35名
  - 肢体不自由教育部：7名
  - 知的障害教育部：28名
- 教職員数：62名

## 学校間交流
青森県立青森北高等学校との間で交流活動が行われている。

## 寄宿舎
本校には寄宿舎が併設されている。寄宿舎の利用は原則として肢体不自由教育部の生徒を対象としているが、冬季期間に一定の条件を満たす場合に限り、知的障害教育部の生徒も利用可能である。

## 所在地
〒038-0057　青森県青森市大字西田沢字浜田368番地

## アクセス
- JR東日本・油川駅から徒歩10分
- バス停・野木和団地から徒歩5分